# Jaylen Bacon
Jaylen Bacon (Eastover (Carolina del Sur), Estados Unidos, 5 de agosto de 1996) es un atleta estadounidense, subcampeón del mundo en 2017 en relevo 4 x 100 metros.

## Carrera deportiva
En el Mundial de Londres 2017 consiguió la medalla de plata en la competición de relevo 4 x 100 metros, quedando el equipo estadounidense situado en el podio tras los británicos y por delante de los japoneses, y siendo sus compañeros de equipo: Justin Gatlin, Christian Coleman y Mike Rodgers.